# 조선 이흠례 묘지
조선 이흠례 묘지(朝鮮 李欽禮 墓誌)는 서울특별시 영등포구에 있는 조선시대의 묘지이다. 2001년 7월 16일 서울특별시의 유형문화재 제135호로 지정되었다.

## 개요
지석(誌石)은 죽은 사람의 이름, 생일, 자손, 업적 등의 인적사항과 무덤의 위치를 적어 무덤 앞에 묻는 판석이다. 이 지석은 조선 중기의 왕족 출신 무신 이흠례의 묘에서 출토된 것이다. 이흠례는 명종 4년(1549)에 무과에 합격하여 관직에 나아간 후 명종 10년(1555)에 왜구가 호남지방에 들어와 약탈하자 이를 토벌하였으며, 임꺽정 무리를 많이 소탕하여 높은 벼슬을 받았다.
이와 같은 사실이 지석에도 나타난다. 이 지석은 시기적으로 임진왜란 이전의 것으로 백자에 쓰여져 중국의 것과는 다른 한국의 고유성을 알 수 있으며, 이흠례가 태종의 차남 효령대군 이보의 5세손이어서 왕실의 계보를 파악하는데 좋은 자료가 된다. 또한 임꺽정의 난이나 명종 대 왜구가 호남지방에 침입한 사실을 알 수 있는 사료이기도 하다.

## 참고 문헌
- 조선 이흠례 묘지 - 국가유산청 국가유산포털